# Antiochis II
Pour les articles homonymes, voir Antiochis.
Antiochis II est une princesse de l'époque hellénistique de la dynastie Séleucide.
Antiochis II est la fille de Séleucos II Kallinikos, roi de Syrie (246 à 226 av J.-C.), et de Laodicé II. 
Après l’Anabase de son frère Antiochos III Mégas, elle épouse en 212 le dynaste Xerxés d'Arménie qui régnait sur la Sophène depuis sa capitale d'Arsamosate et qui devint ainsi le vassal des Séleucides. Elle aurait empoisonné son époux peu après, ayant appris que celui-ci allait trahir son frère.

## Littérature
- The Five Post-Kleisthenean Tribes (Fred Orlando Bates).